# Plesiophrictus collinus
Plesiophrictus collinus là một loài nhện trong họ Theraphosidae.
Loài này thuộc chi Plesiophrictus. Plesiophrictus collinus được Mary Agard Pocock miêu tả năm 1899.